# Związek Harcerstwa Polskiego na Litwie
Związek Harcerstwa Polskiego na Litwie (ZHPnL) – organizacja harcerska kontynuująca tradycje przedwojennej Wileńskiej Chorągwi Harcerzy i działająca na terenie dzisiejszej Litwy, a szczególnie w miejscach zamieszkania mniejszości polskiej – w Wilnie i na Wileńszczyźnie.

## Historia
Przetłumaczona przez Andrzeja Małkowskiego książka "Scouting for Boys" przyspieszyła rozprzestrzenianie się idei harcerskiej na terenie byłej Rzeczypospolitej Obojga Narodów. Już w roku 1912 w Wilnie założono pierwszą drużynę harcerską im. Romualda Traugutta. W 1918 roku, po odzyskaniu przez Polskę niepodległości, wszyscy polscy harcerze połączyli się w jedną organizację - Związek Harcerstwa Polskiego.
W latach 1921-1939 harcerze na terenie województw: wileńskiego i nowogródzkiego działali w powstałej Wileńskiej Chorągwi Harcerzy. Jedyną drużyną, która przetrwała do końca istnienia Chorągwi, była Czarna Trzynastka Wileńska im. Zawiszy Czarnego, założona w 1921 roku.
W czasie II wojny światowej Chorągiew przeszła w konspirację w ramach Szarych Szeregów. Po II wojnie światowej przez cały okres sowiecki działalność harcerzy na Wileńszczyźnie, podobnie jak na całej Litwie, została zawieszona, a w Polsce została zreorganizowana zgodnie z ideologią sowiecką.
Ruch harcerski na Litwie odrodził się w roku 1989 wraz z odrodzeniem narodowym. Do jego odbudowy przyczynili się instruktorzy z Polski. Pod przewodnictwem hm. Wiesława Turzańskiego grupa instruktorów ze Związku Harcerstwa Rzeczypospolitej przyjechała do polskich szkół w Wilnie. Wsparcie finansowe zapewniły główne organizacje i fundacje z Polski oraz innych krajów (m.in. Kanady, USA, Wielkiej Brytanii).
Pierwszy Zjazd ZHPnL zwołano 13 grudnia 1989 roku w Wilnie. Pierwszym przewodniczącym został Walery Tankiewicz. Dzięki jego staraniom 8 stycznia 1991 roku ZHPnL został oficjalnie zarejestrowany na Litwie. W 1995 roku aktywną pracę rozpoczęto z najmłodszymi członkami organizacji - zuchami. 31 marca 1996 roku powstał "Wileński Hufiec Maryi imienia Pani Ostrobramskiej", który z biegiem lat przekształcił się w samodzielną organizację. Już w 2000 roku ZHPnL liczył ponad 1000 członków.
Obecnie ZHPnL liczy ponad 750 aktywnie działających członków w drużynach harcerskich i wędrowniczych, zuchów w gromadach zuchowych, oraz liczne grono instruktorów.
W 2019 r. Związek otrzymał od Instytutu Pamięci Narodowej nagrodę „Semper Fidelis”. W 2024 otrzymał Medal „Milito Pro Christo”.

## Zarząd Związku Harcerstwa Polskiego na Litwie
Zarząd w składzie 7 osobowym organizuje działalność Związku oraz kieruje nią. Zarząd jest wybierany przez Zjazd Związku na okres 2 lat i jest najwyższą władzą w okresie między Zjazdami.
Obecnie w skład Zarządu wchodzą:
- Przewodnicząca – pwd. Agata Stankiewicz
- Komisarz do Spraw Zagranicznych – pwd. Patrycja Kościukiewicz
- Naczelnik Organizacji Harcerzy – hm. Gerard Tumasz
- Naczelniczka Organizacji Harcerek – pwd. Kornelia Gurska
- Kwatermistrz - dh. Konrad Kutysz
- Referent Zuchowy – phm. Diana Iwaszko
- Kapelan – ks. pwd. Edward Rynkiewicz

## Drużyny[4]

### Organizacja Harcerek
W skład OH-ek wchodzi 12 drużyn harcerek, oraz 8 drużyn wędrowniczek z ogólną liczbą członków ponad 370.

#### Drużyny Harcerek
| Nazwa                       | Patron                       | Liczba członków | Przynależność                        |
| --------------------------- | ---------------------------- | --------------- | ------------------------------------ |
| 1 WDH "Port"                | Danuta Siedzikówna "Inka"    | 21              | WZDH "TROP"                          |
| 4 WDH "Trop''               | Olga Drahonowska - Małkowska | 26              | WZDH "TROP"                          |
| 9 WDH "Viator''             | kd. Stefan Wyszyński         | 32              |                                      |
| 13 WDH "Czarna Trzynastka'' | Maryna Grzesiakowa           | 33              |                                      |
| 19 WDH "Pasieka''           | Anna Dydyńska - Paszkowska   | 21              |                                      |
| 26 WDH "Białe Wilki''       | św. Rafał Kalinowski         | 43              | 26 WSH im. 13 Płk. Ułanów Wileńskich |
| 28 WDH "Szare Wilki''       | Emilia Plater                | 22              | 26 WSH im. 13 Płk. Ułanów Wileńskich |
| 11 MDH "Delta''             | Henryk Kuppo                 | 23              |                                      |
| 1 JDH "Wrzos''              | Michał Baliński              | 26              |                                      |
| 1 SzDH "Burza''             | ks. bis. Władysław Bandurski | 21              | SzSH "BURZA"                         |
| 14 LDH "Zorza''             | Henryk Sienkiewicz           | 16              |                                      |
| 8 SDH "Zodiak''             | Władysław Korkuć             | 22              |                                      |

#### Drużyny Wędrowniczek
| Nazwa                       | Patron                | Liczba członków | Przynależność                        |
| --------------------------- | --------------------- | --------------- | ------------------------------------ |
| 9 WDW "VIA''                |                       | 10              |                                      |
| 12 WDW "Gra Ulve''          | Jadwiga Andegaweńska  | 5               | 26 WSH im. 13 Płk. Ułanów Wileńskich |
| 13 WDW "Czarna Trzynastka'' |                       | 11              |                                      |
| 14 WDW "Ignis''             | św. Faustyna Kowalska | 6               |                                      |
| 17 WDW "Tajga''             |                       | 5               |                                      |
| 22 WDW "Orlice''            |                       | 9               | WZDH "TROP"                          |
| 26 WDW "Wataha''            | św. Bernard z Aosty   | 10              | 26 WSH im. 13 Płk. Ułanów Wileńskich |
| 8 SzDW "Alianta''           | Irena Sendlerowa      | 7               | SzSH "BURZA"                         |

### Organizacja Harcerzy
W skład OH-y wchodzi 11 drużyn harcerzy, oraz 6 drużyn wędrowników z ogólną liczbą członków ponad 280.

#### Drużyny Harcerzy
| Nazwa                       | Patron                        | Liczba członków |                                      |
| --------------------------- | ----------------------------- | --------------- | ------------------------------------ |
| 1 WDH "Trop''               | Andrzej Małkowski             | 41              | WZDH "TROP"                          |
| 3 WDH "Trop''               |                               | 7               | WZDH "TROP"                          |
| 12 WDH "Orsza''             | Stanisław Broniewski          | 14              |                                      |
| 13 WDH "Czarna Trzynastka'' | Józef Grzesiak "Czarny"       | 25              |                                      |
| 16 WDH "Wikingi''           | Władysław Dąbrowski           | 19              | 26 WSH im. 13 Płk. Ułanów Wileńskich |
| 26 WDH "Białe Wilki''       | Aleksandr Krzyżanowski "Wilk" | 20              | 26 WSH im. 13 Płk. Ułanów Wileńskich |
| 28 WDH "Szare Wilki''       | gen. Władysław Anders         | 23              | 26 WSH im. 13 Płk. Ułanów Wileńskich |
| 33 WDH "Grom''              | Witold Pilecki "Druh"         | 23              |                                      |
| 1 SzDH "Burza''             | ks. bis. Władysław Bandurski  | 14              | SzSH "BURZA"                         |
| 2 JDH "Orły''               |                               | 19              |                                      |
| 7 SDH "Step''               | Eugeniusz Siemaszko           | 24              |                                      |

#### Drużyny Wędrowników
| Nazwa                       | Patron        | Liczba członków | Przynależność                        |
| --------------------------- | ------------- | --------------- | ------------------------------------ |
| 1 WDW "Trop''               |               | 7               | WZDH "TROP"                          |
| 13 WDW "Czarna Trzynastka'' |               | 16              |                                      |
| 16 WDW "Wikingi''           |               | 2               | 26 WSH im. 13 Płk. Ułanów Wileńskich |
| 26 WDW "Yeti''              | św. Krzysztof | 7               | 26 WSH im. 13 Płk. Ułanów Wileńskich |
| 28 WDW "Akela''             |               | 14              | 26 WSH im. 13 Płk. Ułanów Wileńskich |
| 33 WDW "Grom"               |               | 5               |                                      |
| 3 SzDW "Szczerbcowa Burza'' | Gracjan Fróg  | 3               | SzSH "BURZA"                         |

### Referat Zuchowy
W skład Referatu wchodzą 8 gromad zuchowych z ogólną liczbą członków ponad 80.
| Nazwa                                         | Liczba członków |
| --------------------------------------------- | --------------- |
| WGZ "Syrenki z błekitnej łaguny''             | 10              |
| WGZ "Odkrywcy Planet''                        | 10              |
| WGZ "Podróżniczki zaczarowanego lasu''        | 9               |
| WGZ "Słodkie pszczółki z miodowej galaktyki'' | 18              |
| WGZ "Rycerze z krainy wilków''                | 12              |
| WGZ "Uśmiechnięte kotki''                     | 13              |
| WGZ ,,Przyjaciółki wilczków Ezo''             | 7               |
| WGZ ,,Lwy bajecznych dżungli''                | 5               |